# Waterschapswet
De Waterschapswet is een Nederlandse wet die vastgesteld is in 1991. De wet regelt de instelling en opheffing van een waterschap. Bij instelling worden de taken en inrichting van het waterschap en de samenstelling van het bestuur geregeld. De taken van waterschappen zijn sinds 2009 verder uitgewerkt in de Waterwet.

## Uitvoering door waterschappen
In totaal zijn er 21 waterschappen in Nederland. Een waterschap zorgt op het gebied van oppervlaktewater voor veiligheid, voldoende water en schoon water door te werken aan de taken als waterbeheer, de zorg voor dijken en kades, het beheer van een aantal wegen en vaarwegen, het zuiveren van rioolwater en het bestrijden van muskus- en beverratten. Waterschappen kunnen via de Waterschapswet verordeningen maken met gebods- en verbodsbepalingen in hun beheergebied. Die heten meestal een keur. 

## Samenwerking met het Rijk, provincies en gemeenten
Het Rijk, de provincies, de waterschappen en de gemeenten maken afspraken in het Nationaal Bestuursakkoord Water (NBW) en het Bestuursakkoord Waterketen. De plicht tot afstemming
van waterschappen met Provincies en Gemeenten is geregeld in artikel 3.8 van de waterwet. Daarbij wordt bijvoorbeeld afstemming over stedelijk afvalwater genoemd. In de praktijk is er afstemming op de volgende gebieden:
- het vormgeven van de zorgplichten voor het hemelwater en grondwater;
- het beheer van inname, inzameling en zuivering van afvalwater;
- (planologische) medewerking van gemeenten bij het realiseren van wateropgaven of het rekening houden met waterbelangen bij nieuwbouw en herstructurering;
- optimalisatie van de afvalwaterketen (zuivering en riolering);
- het beperken van het gebruik van verontreinigende (uitlogende) materialen;
- het onderhoud van oppervlaktewater in stedelijk gebied;
- en de mogelijkheden van het gezamenlijk innen van belastingen.

Waterschappen moeten op grond van de Waterschapswet de Provincie en Gemeenten altijd informeren als hun keur wijzigt. Als de afstemming tussen waterschappen en Gemeenten niet goed is, kan de Provincie gebruikmaken van haar bevoegdheid regels te stellen of een aanwijzing te geven aan een waterschap. Die bevoegdheid is er niet richting Gemeenten. Wel kan de Provincie via de Wet Milieubeheer invloed uitoefenen op het gemeentelijk rioleringsplan. Ook via de Wet ruimtelijke ordening kan de Provincie ingrijpen. 
Kosten en middelen
Voor 2009 waren er twee typen waterschapsheffingen t.w. de waterschapsomslagen en de verontreinigingsheffing. Op basis van de waterwet kunnen waterschappen vanaf 2009 op de volgende heffingen opleggen:
- watersysteemheffing
- de heffingwegenbeheer
- de niet taakgebonden heffing
- de zuiveringsheffing
- de verontreinigingsheffing.

De totale inkomsten voor de waterschappen zijn voor 2010 geraamd op € 2,3 miljard. Aan de exploitatie dragen Rijk, Provincies en Gemeenten maar zeer beperkt bij bijvoorbeeld voor bodemsanering. Ter indicatie in 2003 was dat € 63 miljoen.